# Микроюбка
Ми́крою́бка — чрезвычайно короткая юбка, которая по ширине превышает широкий пояс, но короче мини-юбки. Приблизительные размеры: в длину от 13 см до 20 см. При длине менее 16,5 см будет видна подъягодичная складка.
Микроюбки бывают двух видов: плиссированные и джинсовые (деним).
Обычно носится в жаркий период с открытой летней обувью (босоножки, шлёпанцы и т. д.) либо со спортивной обувью (кроссовки, кеды), но может сочетаться также с сапогами (сапогами до колен, сапогами гоу-гоу, ботфортами), а также с гольфами и гетрами. Поскольку микроюбка считается откровенным видом одежды, то она подходит не для работы, а для праздничных или вечерних мероприятий. Кроме того, во избежание обвинения в вульгарности не рекомендуется её носить с колготками в «сеточку», глубоким декольте и ярким макияжем. Смягчить вызывающий образ могут непрозрачные плотные колготки и тонкий свитер-водолазка.